# Apostelkollegium

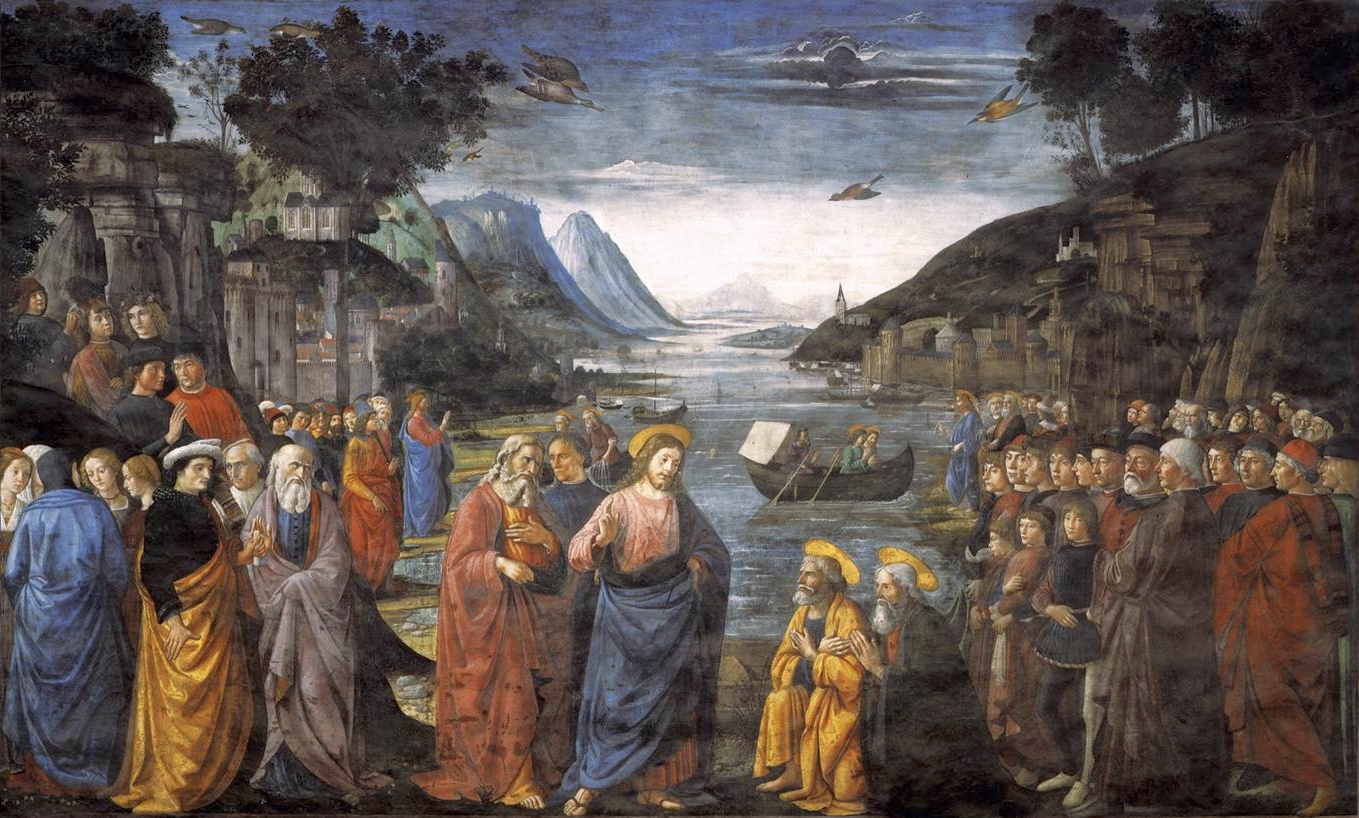
Domenico Ghirlandaio, Die Berufung der Apostel, 1481.

Als Apostelkollegium oder Apostelkolleg wird, insbesondere in der römisch-katholischen Theologie, die Gemeinschaft der Zwölf Apostel bezeichnet, die Jesus Christus laut Lk 6,13  eingesetzt hat.
Nach dem Zweiten Vatikanischen Konzil ist das Apostelkollegium zusammen mit Petrus Empfänger der Vollmacht Christi. In Lumen gentium heißt es:

„daß jenes Binde- und Löseamt, welches dem Petrus verliehen wurde (Mt 16,19), auch dem mit seinem Haupt verbundenen Apostelkollegium zugeteilt worden ist (Mt 18,18; 28,16–20). Insofern dieses Kollegium aus vielen zusammengesetzt ist, stellt es die Vielfalt und Universalität des Gottesvolkes, insofern es unter einem Haupt versammelt ist, die Einheit der Herde Christi dar.“

Das Kollegium ist damit die Keimzelle der Kirche, die insgesamt apostolisch genannt wird.

„Nur durch die katholische Kirche Christi, die allgemeine Hilfe zum Heil ist, kann man die ganze Fülle der Heilsmittel erlangen. Denn einzig dem Apostelkollegium, dem Petrus vorsteht, hat der Herr, so glauben wir, alle Güter des Neuen Bundes anvertraut, um den einen Leib Christi auf Erden zu bilden, dem alle völlig einverleibt werden müssen, die schon auf irgendeine Weise zum Volke Gottes gehören.“

Den Aposteln folgen die Bischöfe nach, indem sie das Bischofskollegium bilden. Sie übernehmen die Aufgabe der Apostel, indem sie das Glaubensvermächtnis der Apostel bewahren und weitergeben.